# Gravatal
Gravatal es un municipio brasileño del estado de Santa Catarina. Tiene una población estimada al 2021 de 11 652 habitantes.

## Etimología
Gravata es el nombre indígena de Bromelia, planta común en la región. Al momento de su emancipación, el presidente Getúlio Vargas emitió un decreto que los nombres de los municipios no podían duplicarse, y ya que en Pernambuco existía el municipio de Gravatá, el nuevo cambió su nombre a Gravatal.

## Historia
Fue fundada por el azoriano João Martins de Souza en 1842 bajo el nombre de Gravatá. La colonización extranjera comenzó en los años 1880, con la llegada de familias alemanas, y en 1910 llegaron las primeras familias italianas al lugar.
El entonces distrito de Tubarão se emancipó como municipio el 20 de diciembre de 1961.